# Walter Bertsch
Walter Bertsch (* 4. Januar 1900 in Oppenweiler; † 5. Januar 1952 in Brünn) war ein deutscher Politiker in der Zeit des Nationalsozialismus und Minister für Wirtschaft und Arbeit im Protektorat Böhmen und Mähren in Prag.

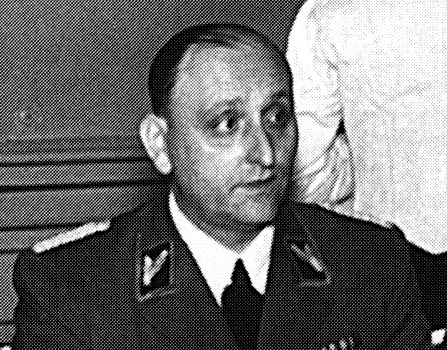
Walter Bertsch

## Leben
Bertsch wurde 1900 als Sohn eines Pfarrers geboren. 1919 wurde er Mitglied der Verbindung Normannia (1933–34 Burschenschaft Normannia in der DB) in Tübingen, wo er nach seiner Schulzeit Rechtswissenschaften studierte und im Anschluss zum Dr. iur. promoviert wurde. 1925 war zunächst Hilfsstaatsanwalt in Stuttgart und trat dann in die württembergische Innenverwaltung ein. 1927 wurde er Regierungsrat am Polizeipräsidium Stuttgart, ein Jahr später wechselte er als Hilfsberichterstatter ins Wirtschaftsministerium. Er trat zum 1. Mai 1933 der NSDAP bei (Mitgliedsnummer 2.341.107). Von 1932 bis 1933 war er Oberamtmann in Welzheim und von 1934 bis 1936 Landrat im Landkreis Göppingen. 1934 wurde er Mitglied im Reichsluftschutzbund und im Reichsluftsportverband und wurde 1936 Ministerialrat im Reichswirtschaftsministerium (Gaufachschaftsgruppe 7) in Berlin. Ab 1939 war er Ministerialreferent des Staatssekretärs Rudolf Brinkmann. 1938 trat er in die SS ein (SS-Nummer 314.169). 1942 wurde er von Reinhard Heydrich zum Minister für Wirtschaft und Arbeit im Protektorat Böhmen und Mähren in Prag eingesetzt und 1944 zum SS-Brigadeführer befördert.
Am 23. Dezember 1948 wurde er in der Tschechoslowakei zu lebenslänglicher Haft verurteilt, in der er gut drei Jahre später verstarb.

## Schriften
- Die Entwicklung der Kirchensteuern in der evangelischen Kirche Württembergs. Tübingen, Univ., Diss. [1926] (Maschinenschr. vervielfältigt).
- „Lebensraum Böhmen und Mähren“, in: Das Böhmen und Mähren-Buch, Volkskampf und Reichsraum, Prag, Amsterdam. Berlin, Wien: Volk und Reich, 1943, S. 412–423.